# Bangkok Post
Bangkok Post – anglojęzyczny dziennik wydawany w Tajlandii. Został założony w 1946 roku.